# Ptilinopus gularis
A Ptilinopus gularis a madarak osztályának galambalakúak (Columbiformes) rendjébe és a galambfélék (Columbidae) családjába tartozó faj.

## Rendszerezése
A fajt Jean René Constant Quoy és Joseph Paul Gaimard írták le 1832-ben, a Columba nembe Columba gularis néven. Egyes szervezetek Ptilinopus epius néven sorolják be, mások a Ramphiculus nembe (Ramphiculus epius) néven, vagy a barnaállú gyümölcsgalamb (Ptilinopus subgularis) alfajaként Ptilinopus subgularis epia néven.

## Előfordulása
Az Indonéziához tartozó Celebesz szigetén honos. Természetes élőhelyei szubtrópusi és trópusi síkvidéki esőerdők. Állandó, nem vonuló faj.

## Természetvédelmi helyzete
Az elterjedési területe nagyon nagy, egyedszáma ugyan csökken, de még nem éri el a kritikus szintet. A Természetvédelmi Világszövetség Vörös listáján nem fenyegetett fajként szerepel.